# Arthur Bliss
Arthur Edward Drummond Bliss (Londres, 2 de agosto de 1891 - Londres, 27 de marzo de 1975) fue un compositor inglés.
Hijo de padre estadounidense y de madre inglesa, Bliss asistió a la Bilton Grange Preparatory School antes de asistir a la Universidad de Cambridge (1910-13), donde estudio contrapunto con Charles Wood. Su música mostrará características de las nacionalidades de sus padres: un profundo espíritu romántico balanceado con una inextinguible energía y optimismo. Luego de estudiar en el Royal College of Music con Charles Villiers Stanford sirvió como un oficial de infantería en la Primera Guerra Mundial.
Finalizada la guerra, la carrera de Bliss despegó rápidamente como un compositor de lo que eran, para las audiencias británicas, novedosas piezas para ensembles inusuales, tales como un Concierto para voz de tenor sin letra, piano y cuerdas, y un Rout para soprano y orquesta de cámara, en el que la voz canta sonidos fonéticos más que palabras. Gran parte de su obra temprana muestra la influencia de Stravinsky y Debussy. Una pieza importante de este período fue su Sinfonía de los colores de 1922, donde explora la idea de las asociaciones musicales que generan los diferentes colores.
Al finalizar la década de los 1920, la carrera de Bliss se mueve más hacia la escena tradicional inglesa con obras corales como Pastoral y Morning Heroes. En 1930 escribió la música para la película Things to Come y el ballet Checkmate. Bliss fue siempre un compositor prolífico y ambicioso, y algunos de sus trabajos estaban claramente orientados hacia una audiencia internacional más amplia que la que recibieron realmente. La Introducción y Allegro y el Concierto para piano son ejemplos de esta tendencia. El Concierto fue estrenado por Solomon Cutner en la Exposición Mundial de Nueva York de 1939. 
Durante la Segunda Guerra Mundial Bliss se convirtió en Director Musical de la BBC. Después de la guerra, organizó la emisión de música en categorías, un precedente de las actuales Radio 1 y 3. En 1950 fue nombrado sir y en 1953 fue elegido sucesor de sir Arnold Bax como Master of the Queen's Music.

## Catálogo de obras
| Año     | CSBN | LF   | Obra | Tipo de obra                   |
| ------- | ---- | ---- | --- | ------------------------------ |
| 1910?   | 001  | —    | Quartet for piano, clarinet, cello and timpani.                                                                                                   | Música instrumental            |
| 1910?   | 002  | —    | March and Valse des Fleurs (arr. Chaikovski). | Arreglos                       |
| 1909    | 003  | —    | Trio for piano, clarinete y chelo. | Música instrumental            |
| 1910    | 004  | 142  | May Zeeh, para piano. | Música solista (piano)         |
| 1913?   | 005  | —    | Valses Melancoliques, Deuxième Preludes; Valse-Phantasie.                                                                                         | -                              |
| 1912    | 006  | 147  | Suite (1912), para piano. | Música solista (piano)         |
| 1912    | 007  | 139  | Intermezzo, para piano. | Música solista (piano)         |
| 1913    | 008  | 152  | Valses fantastiques, para piano. | Música solista (piano)         |
| 1916    | 009  | 092  | Two Pieces, para clarinete y piano. | Música instrumental (dúo)      |
| 1914/15 | 010  | 023  | Cuarteto de cuerda in A. | Música de cámara (cuarteto)    |
| 1914    | 011  | 181  | Tis time I think by Wenlock Town, para voz y piano.                                                                                               | Música vocal (piano)           |
| 1914    | 012  | 192  | Violin Sonata. | Música solista (violín)        |
| 1914?   | 013  | 089  | Intermezzo, para viola y piano. | Música instrumental (dúo)      |
| 1915    | 013  | 018  | Piano Quartet. | Música instrumental (cuarteto) |
| 1915    | 014  | 173  | The Hammers, para voz y piano. | Música vocal (piano)           |
| 1916    | 015  | 017  | Fugue, para cuarteto de cuerda. | Música de cámara (cuarteto)    |
| 1916    | 016  | 182  | The Tramps (R. Service), para voz y piano. | Música vocal (piano)           |
| 1918    | 017  | 160  | Madame Noy (E.H.W. Meyerstein), para soprano, flauta, clarinete, bajón, alto, arpa y contrabajo.                                                  | Música vocal (instrumentos)    |
| 1919    | 018  | 188a | La Serva Padrona (Pergolesi), para voz y piano.                                                                                                   | Música vocal (piano)           |
| 1919    | 019  | 085  | Música para la obra teatral As you like it (W. Shakespeare) [arr. of Elizabethan pieces], Stratford, Memorial Theatre, 1919.                      | Música teatral                 |
| 1919    | 020  | 161  | Rhapsody (wordless), S, T, fl, eng hn, str qt, db.                                                                                                | Música vocal (orquesta)        |
| 1919    | 021  | 189  | Purcell Suite, set of act tunes and dances, strings.                                                                                              | Música orquestal               |
| 1919    | 022  | 022  | Piano Quintet. | Música instrumental (conjunto) |
| 1920?   | 023  | 008  | Rout, (a ballet in one scene) soprano y orquesta.                                                                                                 | Ballet                         |
| 1920?   | 023  | 155  | Rout (arreglo para dos pianos). | Música solista (piano)         |
| 1920    | 023  | 162  | Rout (nonsense syllables, Bliss), S, fl, cl, glock, hp, perc, str qt, db (orquestado 1921).                                                       | Música vocal (orquesta)        |
| 1919/20 | 024  | 016  | Conversation, para violín, viola, violonchelo, flauta y oboe.                                                                                     | Música instrumental (conjunto) |
| 1920    | 025  | 133  | Two Studies, para orquesta. | Música orquestal               |
| 1920    | 026  | 165  | Two Nursery Rhymes, para voz y ensemble. | Música vocal (instrumentos)    |
| 1920/21 | 027  | 164  | Música para la obra teatral The Tempest (Shakespeare) (Londres, Aldwych, 1921).                                                                   | Música teatral                 |
| 1920/23 | 028  | 109  | Concerto for Piano, Strings Tenor and Percussion.                                                                                                 | Música orquestal (concierto)   |
| 1924    | 028  | 110  | Concierto para 2 pianos y orquesta, para orquesta (rev. 1925–9, 1950; arr. para 2 pianos a 3 manos y orquesta, 1968).                             | Música orquestal (concierto)   |
| 1921    | 029  | 188  | Fire Dance, para orquesta (arr. de una obra de Sinding).                                                                                          | Arreglos                       |
| 1921    | 030  | 119  | Mêlée fantasque, para orquesta (rev. 1937, 1965).                                                                                                 | Música orquestal               |
| 1921    | 031  | 062  | Fanfare for a Political Address. | Fanfarría                      |
| 1921    | 032  | 179  | Three Romantic Songs (W. de la Mare), para voz y piano.                                                                                           | Música vocal (piano)           |
| 1921/22 | 033  | 106  | A Colour Simphony [«Una Sinfonía de Colores»] (revisada en 1932).                                                                                 | Música orquestal (sinfonía)    |
| 1922    | 033  | 127  | Pyonepsion (último movimiento de «A Colour Symphony»), para orquesta.                                                                             | Música orquestal               |
| 1922    | 034  | 180  | Three Songs (W.H. Davies) (rev. 1972), para voz y piano.                                                                                          | Música vocal (piano)           |
| 1923    | 035  | 102  | Bliss (A One-Step), para orquesta. | Música orquestal               |
| 1923    | 035  | 138  | Bliss (A One-Step), para piano. | Música solista (piano)         |
| ??      | 036  | —    | Elizabethan Suite. | -                              |
| 1923    | 037  | 134  | Twone, the house of Felicity, para orquesta. | Música orquestal               |
| 1923    | 038  | 178  | Three Jolly Gentlemen, para voz y piano. | Música vocal (piano)           |
| 1923    | 039  | 170  | The Ballads of the Four Seasons (Li Bai), para voz y piano.                                                                                       | Música vocal (piano)           |
| 1923    | 040  | 166  | The Women of Yueh (Li Bai), song cycle, S, fl, ob, cl, bn, perc, str qt, db.                                                                      | Música vocal (instrumentos)    |
| 1923/24 | 041  | 024  | Cuarteto de cuerda (1923/24). | Música de cámara (cuarteto)    |
| 1927    | 042  | 190  | Allegro (de un cuarteto de cuerdas incompleto).                                                                                                   | Música de cámara (cuarteto)    |
| 1924    | 043  | 172  | The Fallow Deer at the Lonely House (T. Hardy), para voz y piano.                                                                                 | Música vocal (piano)           |
| 1923    | 044  | 185  | When I was one and twenty, para voz y piano. | Música vocal (piano)           |
| 1924    | 045  | 086  | Música para la obra teatral King Solomon. | Música teatral                 |
| 1924    | 046  | 141  | Masks, para piano. | Música solista (piano)         |
| 1925    | 047  | 168  | At the Window, para voz y piano. | Música vocal (piano)           |
| 1925    | 048  | 149  | Toccata, para piano. | Música solista (piano)         |
| 1925    | 049  | 148  | Suite for piano (1925). | Música solista (piano)         |
| 1925    | 049  | 124  | Polonaise, para orquesta. | Música orquestal               |
| 1925    | 050  | 151  | Two Interludes, para piano. | Música solista (piano)         |
| 1925/26 | 051  | 174  | Rich or Poor (W.H. Davies), para voz y piano. | Música vocal (piano)           |
| 1926    | 052  | 117  | Introduction and Allegro, para orquesta (rev. 1937).                                                                                              | Música orquestal               |
| 1926    | 053  | 171  | A Child's prayer, para voz y piano. | Música vocal (piano)           |
| 1926    | 054  | 116  | Hymn to Apollo, para orquesta (rev. 1965) | Música orquestal               |
| 1926    | 055  | 089a | Andante Tranquillo e Legato. | -                              |
| 1927    | 056  | 144  | The Rout Trot, para piano. | Música solista (piano)         |
| 1927?   | 057  | —    | The Festival of Flora (arr. of Henry Purcell). | Arreglos                       |
| 1927    | 058  | 146  | Study, para piano. | Música solista (piano)         |
| 1927    | 059  | 021  | Quinteto con oboe. | Música instrumental (conjunto) |
| 1927    | 060  | 158  | Four Songs, para voz y ensemble (o orquesta). | Música vocal (instrumentos)    |
| 1928    | 061  | 033  | Pastoral: Lie Strewn the White Flocks (B. Jonson, J. Fletcher, Poliziano, R. Nichols, Theocritus) mezzosoprano, coro, flauta, timbales y cuerdas. | Música vocal (orquesta)        |
| 1929    | 062  | 163  | Serenade (E. Spenser, W. Wotton), para barítono y orquesta.                                                                                       | Música vocal (orquesta)        |
| 1929    | 062  | 163  | Two Love Songs (de la «Serenade»), para piano. | Música solista (piano)         |
| 1930    | 063  | 032  | Morning Heroes (Homer, W. Whitman, Li Bai, W. Owen, Nichols), para orador, coro y orquesta.                                                       | Música coral (orquesta)        |
| 1930    | 064  | 063  | Fanfare for Heroes. | Fanfarría                      |
| 1931    | —    | 007  | Narcissus and Echo, ballet. | Ballet                         |
| 1931/32 | 065  | 020  | Quinteto con clarinete. | Música instrumental (conjunto) |
| 1932    | 066  | 177  | Simples (J. Joyce), para voz y piano. | Música vocal (piano)           |
| 1933    | 067  | 186  | Das alte Jahr vergarngen ist (arreglo para piano).                                                                                                | Música solista (piano)         |
| 1933    | 068  | 091  | Sonata, para viola y piano. | Música instrumental (dúo)      |
| 1934/35 | 069  | 131  | Música para la película Things to Come (dir.: A. Korda).                                                                                          | Música de película             |
| 1935    | 070  | 083  | Three Jubilant and Three Solemn Fanfares. | Fanfarría                      |
| 1935    | 071  | 123  | Music for Strings. | Música orquestal               |
| 1935    | —    | 059  | Dominion Greetings, fanfare. | Fanfarría                      |
| 1936    | 072  | 013  | Kenilworth, suite, brass band. | Música orquestal               |
| 1937    | 073  | 112  | Música para la película Conquest of the Air (dir.: Z. Korda).                                                                                     | Música de película             |
| 1937    | 074  | 002  | Checkmate (ballet, Bliss, coreografía N. de Valois) (Paris, Champs-Elysées, 1937).                                                                | Ballet                         |
| 1938    | 075  | 061  | Fanfare for a Dignified Occasio. | Fanfarría                      |
| 1938/39 | 076  | 108  | Concierto para piano y orquesta. | Música orquestal (concierto)   |
| 1940    | 077  | 140  | Karen's Piece, para piano. | Música solista (piano)         |
| 1940    | 078  | 176  | Seven American Poems (E. St Vincent Millay, E. Wylie), para voz (A/B) y piano.                                                                    | Música vocal (piano)           |
| 1940    | 079  | 184  | Two American Poems (Millay), para soprano y piano.                                                                                                | Música vocal (piano)           |
| 1941    | 080  | 025  | Cuarteto de cuerda nº 1. | Música de cámara (cuarteto)    |
| 1943?   | 081  | —    | When wilt thou save thy people?, para coro. | Música coral                   |
| 1943    | 082  | 169  | Auvergnat, para voz y piano. | Música vocal (piano)           |
| 1944    | 083  | 136  | Música para la radio Your question answered. | Música radiofónica             |
| 1944    | 084  | 057  | Birthday Fanfare for Henry Wood, fanfare. | Fanfarría                      |
| 1944    | 085  | 103  | Caesar and Cleopatra, para orquesta. | Música orquestal               |
| 1944    | 086  | 075  | Peace Fanfare for Children, fanfare. | Fanfarría                      |
| 1944    | 087  | 006  | Miracle in the Gorbals (ballet, M. Benthall, coreografía R. Helpmann) (Londres, Prince’s, 1944).                                                  | Ballet                         |
| 1945    | 088  | 094  | March ‘The Phoenix’ - homage to France, para orquesta.                                                                                            | Música orquestal               |
| 1945    | 089  | 121  | Música para la película Men of Two Worlds (dir.: T. Dickinson).                                                                                   | Música de película             |
| 1945    | 090  | 125  | Música para la película Presense au combat. | Música de película             |
| 1946    | 091  | 120  | Theme and Cadenza, para violín y orquesta (de la música para la radio «Memorial Concert», 1946).                                                  | Música orquestal               |
| 1946    | 091  | 120  | Música para la radio Memorial Concert, para violín y orquesta (música para la radio, T. Bliss).                                                   | Música radiofónica             |
| 1946    | 092  | 001  | Adam Zero (ballet, Benthall, coreografía Helpmann) (Londres, CG, 1946).                                                                           | Ballet                         |
| 1970    | 092  | 154  | Fun and Games (three hands/two pianos). | Música solista (piano)         |
| 1949    | 093  | 105  | Música para la película Christopher Columbus (dir.: D. MacDonald).                                                                                | Música de película             |
| 1950    | 093  | 115  | Música para la radio Heritage of Britain. | Música radiofónica             |
| 1948/49 | 094  | 097  | The Olympians (ópera, J.B. Priestley) (Londres, CG, 1949).                                                                                        | Ópera                          |
| 1949    | 095  | 087  | Summer Day's Dream, para violín y oboe. | Música instrumental (dúo)      |
| 1950    | 096  | 026  | Cuarteto de cuerda nº 2. | Música de cámara (cuarteto)    |
| 1972    | 096  | 132  | Two Contrasts, para orquesta de cuerdas. | Música orquestal               |
| 1951    | 097  | 157  | The Enchantress (scena, H. Reed, after Theocritus), para contralto y orquesta.                                                                    | Música vocal (orquesta)        |
| 1952    | 098  | 145  | Sonata para piano. | Música solista (piano)         |
| 1952/53 | 099  | 096  | Música para la película The Beggar's Opera (J. Gay, dir.: P. Brook).                                                                              | Ópera                          |
| 1953    | 100  | 037  | Aubade for Coronation Morning (H. Reed), 2 S y coro                                                                                               | Música coral (capella)         |
| 1953    | 101  | 126  | Processional, para orquesta y órgano. | Música orquestal               |
| 1955    | 102  | 111  | Concierto para violin. | Música orquestal (concierto)   |
| 1954    | 103  | 095  | Música para la película Welcome the Queen, march (Thomas).                                                                                        | Música de película             |
| 1953    | 104  | 079  | A Salute to Painting, fanfare. | Fanfarría                      |
| 1954    | 105  | 034  | A Song of Welcome (C. Day Lewis), S, B, coro y orquesta.                                                                                          | Música coral (orquesta)        |
| 1956    | 106  | 080  | A Salute to the RAF, fanfare. | Fanfarría                      |
| 1956    | 106  | 135  | Música para la película War in the Air. | Música de película             |
| 1954    | 107  | 156  | Elegiac Sonnet (Day Lewis), T, pf qnt. | Música vocal (instrumentos)    |
| 1955    | 108  | 101  | A Birthday Greeting for Her Majesty, para orquesta.                                                                                               | Música orquestal               |
| 1955    | 109  | 118  | Meditation of a theme of John Blow, para orquesta.                                                                                                | Música orquestal               |
| 1956    | 110  | 051  | Seek the Lord (anthem, Bible: Amos), para SATB y órgano.                                                                                          | Música coral (órgano)          |
| 1956    | 111  | 099  | Música para la televisión ABC Television Signature and Interval Music.                                                                            | Música de televisión           |
| 1956    | 112  | 012  | First Guards, para metales/banda militar. | Música orquestal (banda)       |
| 1956    | 113  | 114  | Overture ‘Edinburgh’, para orquesta. | Música orquestal               |
| 1956    | 114  | 082  | Service of the Order of Bath, fanfare. | Fanfarría                      |
| 1956    | 115  | 129  | Música para la película Seven Waves Away (dir.: R. Sale).                                                                                         | Música de película             |
| 1957    | 116  | 113  | Discourse, para orquesta (version revisada 1965).                                                                                                 | Música orquestal               |
| 1958    | 117  | 005  | The Lady of Shallott (ballet, Christensen) (Berkeley, Univ. de California, 1958).                                                                 | Ballet                         |
| 1960    | 118  | 098  | Tobias and the Angel (TV opera, C. Hassall). | Ópera                          |
| 1959    | 119  | 038  | Birthday Song for a Royal Child (Day Lewis), para SATB.                                                                                           | Música coral (capella)         |
| 1960    | 120  | 054  | Stand up and bless the Lord, para coro. | Música coral                   |
| 1960    | 121  | 100  | An Age of Kings. | -                              |
| 1960s   | —    | 193  | Song of a man who has come through (incompleto), para voz y piano.                                                                                | Música vocal (piano)           |
| 1961?   | 122  | —    | Music for Wedding of Princess Margaret, fanfare.                                                                                                  | Fanfarría                      |
| 1960    | 123  | 081  | A Salute to the Royal Society, fanfare. | Fanfarría                      |
| 1960    | 124  | 074  | Let the People Sing - Two fanfares. | Fanfarría                      |
| 1960    | 125  | 187  | Three Bach Chorales (de la Pasión según san Juan. Arreglo para metales/banda militar.                                                             | Arreglos                       |
| 1960    | —    | 068  | Fanfare preceding the National Anthem. | Fanfarría                      |
| 1960    | —    | 078  | Royal Fanfares and Interludes, fanfares. | Fanfarría                      |
| 1960s   | —    | 191  | Pack clouds away (incompleto), para voz y piano.                                                                                                  | Música vocal (piano)           |
| 1961    | 126  | 071  | Greetings to a City, fanfare. | Fanfarría                      |
| 1961/62 | 127  | 028  | The Beatitudes (cantata, H. Vaughan, G. Herbert, Bible: Isaiah, Thomas, Taylor), S, T, coro, orquesta y órgano.                                   | Música coral (Cantata)         |
| 1961    | 128  | 027  | Toast to the Royal Household, cámara. | Música de cámara (cuarteto)    |
| 1961    | —    | 003  | Diversions (basada en «Music for Strings»), ballet.                                                                                               | Ballet                         |
| 1962    | 129  | 011  | Call to Adventure, para metales/banda militar. | Música orquestal (banda)       |
| 1964    | 130  | 093  | March of Homage in Honour of a Great Man, para orquesta.                                                                                          | Música orquestal               |
| 1962    | 131  | 070  | Gala fanfare. | Fanfarría                      |
| 1963    | 132  | 031  | Mary of Magdala (cantata, C. Hassall, after E. Sherburne, R. Watkins), A, B, coro y orquesta.                                                     | Música coral (Cantata)         |
| 1963    | 133  | 010  | The Belmont Variations, para banda de metales. | Música orquestal (banda)       |
| 1963    | 134  | 159  | A Knot of Riddles (Old Eng.), para barítono y 11 instrumentos (wind qt, hp, str qt, db).                                                          | Música vocal (instrumentos)    |
| 1963    | 136  | 072  | High Sheriff's fanfare. | Fanfarría                      |
| 1963/64 | 137  | 030  | The Golden Cantata (K. Raine), T, coro y orquesta.                                                                                                | Música coral (Cantata)         |
| 1963    | 138  | 040  | Cradle Song for a Newborn Child (E. Crozier), para SATB y arpa.                                                                                   | Música coral                   |
| 1964    | 139  | 067  | Fanfare, Homage to Shakespeare. | Fanfarría                      |
| 1965    | 140  | 014  | Linburn Air, para metales/banda militar. | Música orquestal (banda)       |
| 1965    | 141  | 045  | O give thanks unto the Lord (anthem, PS CVI), para SATB y órgano.                                                                                 | Música coral (órgano)          |
| 1965    | 142  | 064  | Fanfare for the Commonwealth Arts Festival | Fanfarría                      |
| 1967    | 142  | 065  | Fanfare for the Lord Mayor of London. | Fanfarría                      |
| 1965    | 143  | 104  | Ceremonial Prelude, para orquesta. | Música orquestal               |
| 1965    | 144  | 077  | The Right of the Line, fanfare. | Fanfarría                      |
| 1966    | 145  | 128  | Royal Palace Music. | -                              |
| 1966    | —    | 069  | Fanfare: Prelude for Orchestra ‘Macclesfield’. | Fanfarría                      |
| 1967    | 146  | 050  | River Music (Day Lewis), para SATB. | Música coral (capella)         |
| 1967    | —    | 055  | Sweet Day, so cool, para coro. | Música coral                   |
| 1967?   | 147  | —    | Pen Selwood – Hymn Tune. | Música coral (capella)         |
| 1967??  | 148  | —    | Santa Barbara – Hymn Tune. | Música coral (capella)         |
| 1967    | 149  | 056  | Three Songs (P.B. Shelley, anon.), para voces de niños y niñas y piano ad lib.                                                                    | Música coral                   |
| 1968/69 | 150  | 167  | Angels of the Mind (song cycle, Raine), para soprano y piano.                                                                                     | Música vocal (piano)           |
| 1968    | 151  | 048  | A Prayer to the Infant Jesus, para voces de mujer.                                                                                                | Música coral (capella)         |
| 1968    | 152  | 046  | One, two, buckle my shoe, para coro. | Música coral                   |
| 1968    | 153  | 042  | Lord, who shall abide in thy tabernacle? (anthem, PSS XV, CXXII), para SATB y órgano.                                                             | Música coral (órgano)          |
| 1968    | 154  | 088  | Enid’s Blast. | Música instrumental            |
| 1968    | 155  | 015  | Salute to Lehigh University, para metales/banda militar.                                                                                          | Música orquestal (banda)       |
| 1969    | —    | 076  | Prince of Wales Investiture Music, fanfare. | Fanfarría                      |
| 1970    | 156  | 090  | Music for a Prince, Instrumental. | Música instrumental            |
| 1969    | 157  | 143  | Miniatura Scherzo, para piano. | Música solista (piano)         |
| 1969    | 158  | 036  | The world is charged with the grandeur of God (G.M. Hopkins), cantata para SATB, 2 flautas y metales.                                             | Música coral (cantata)         |
| 1969    | 159  | 029  | God save the Queen, para coro y orquesta. | Música coral (orquesta)        |
| 1967    | —    | 041  | He is the Way, para coro. | Música coral                   |
| 1967    | 160  | —    | Mortlake – Hymn Tune. | Música coral (capella)         |
| 1970    | 161  | 107  | Concierto para violoncello. | Música orquestal (concierto)   |
| 1970/71 | 162  | 150  | Triptych, para piano. | Música solista (piano)         |
| 1969    | 163  | —    | Theme from Processional Interlude. | -                              |
| 1969?   | —    | 004  | Frontier (basado en el «Quinteto para Oboe») | -                              |
| 1970    | 164  | 183  | Tulips, para voz y piano. | Música vocal (piano)           |
| 1970    | 165  | 175  | Sailing or Flying, para voz y piano. | Música vocal (piano)           |
| 1970    | —    | 039  | Christ is Alive! Let Christians sing, para coro.                                                                                                  | Música coral                   |
| 1971    | 166  | 035  | Two Ballads, para voz y orquesta. | Música vocal (orquesta)        |
| 1971    | 167  | 058  | Birthday Greetings to the Croydon Symphony Orchestra, fanfare.                                                                                    | Fanfarría                      |
| 1973    | 167  | 060  | Fanfare for a Coming of Age. | Fanfarría                      |
| 1971    | 168  | 019  | Play a penta, cámara. | Música de cámara (cuarteto)    |
| 1971    | 169  | 137  | Praeludium, para órgano. | Música solista (órgano)        |
| 1972    | 170  | 047  | Prayer of St Francis of Assisi, SSAA. | Música coral (capella)         |
| 1972    | 171  | 044  | Ode for Sir William Walton, para coro | Música coral                   |
| 1972    | 172  | 122  | Metamorphic Variations, para orquesta. | Música orquestal               |
| 1972    | 173  | 049  | Put thou thy trust in the Lord (PS XXXVII), para doble coro.                                                                                      | Música coral (capella)         |
| 1973    | 174  | 043  | Mar Portugues (F. Pessoa, trad.: A. Goodison), para SATB.                                                                                         | Música coral (capella)         |
| 1973    | 175  | 066  | Fanfare for the National Fund for Crippling Diseases.                                                                                             | Fanfarría                      |
| 1973    | 176  | 084  | Music for Wedding of Princess Anne, fanfare. | Fanfarría                      |
| 1974    | 177  | 153  | A Wedding Suite, piano. | Música solista (piano)         |
| 1974?   | 178  | —    | Prelude para metales, percusión, piccolo y Double Bassoon.                                                                                        | Música instrumental            |
| 1974    | 179  | 053  | Sing, Mortals! (R. Tydeman), para SATB y órgano.                                                                                                  | Música coral (órgano)          |
| 1974    | 180  | 052  | Shield of Faith (W. Dunbar, Herbert, A. Pope, A. Tennyson, T.S. Eliot), S, B, SATB y órgano.                                                      | Música coral (órgano)          |
| 1975    | 181  | 130  | Música para la televisión Spirit of the Age. | Música de televisión           |
| 1974    | —    | 073  | Lancaster-prelude, fanfare. | Fanfarría                      |
| 1977    | —    | 009  | A Royal Offering (based on Colour Symphony), ballet.                                                                                              | Ballet                         |